# Coronie
Coronie é um dos 10 distritos do Suriname. Sua capital é a cidade de Totness.

## Subdivisões
O distrito está subdivido em 3 localidades (em neerlandês:ressorten):
- Johanna Maria
- Totness
- Welgelegen